# Dave Pybus
|  | No s'ha de confondre amb Dave Pybus (saxo). |

 Dave Pybus  (West Yorkshire, Anglaterra, 4 de juny de 1970) és un músic britànic, conegut per ser el baixista de la banda d'extreme metal Cradle of Filth. Pybus ha tocat amb una llarga llista de bandes, incloent Darkthrone, Autopsy, My Dying Bride i Anathema. Pybus es va unir a Cradle of Filth el 2002 i va aparèixer en els àlbums Damnation and a Day (2003) i Nymphetamine (2004). El gener de 2005, Pybus va deixar Cradle of Filth, però hi va tornar al cap de sis mesos.